# Galerías Zacatecas
Galerías Zacatecas es un centro comercial del tipo fashion mall ubicado en la ciudad de Zacatecas, Zacatecas, México, propiedad de la empresa mexicana El Puerto de Liverpool en su división inmobiliaria Galerías. La obra inició su construcción el 28 de abril de 2010 e inició sus operaciones el 19 de octubre de 2010 con la inauguración de la tienda departamental Liverpool, encabezado por el entonces gobernador del Estado de Zacatecas, Miguel Alejandro Alonso Reyes. La obra fue inaugurada de forma oficial el 23 de agosto de 2012, también encabezado por el entonces gobernador del Estado de Zacatecas, Miguel Alejandro Alonso Reyes.

## Historia
Galerías Zacatecas surgió el 28 de abril de 2010 cuando la empresa El Puerto de Liverpool (a través de su desarrolladora inmobiliaria Galerías), inició la construcción de la tienda departamental Liverpool a través de la colocación de la primera piedra ubicada en el desarrollo urbano de Ciudad Argentum al poniente de la ciudad capital de Zacatecas, el cual fue encabezado por la entonces gobernadora del Estado de Zacatecas, Amalia García Medina, junto con el director de la Inmobiliaria Liverpool, Miguel Bordes  y el director general de Emprezac, Manuel Muñoz González, el cual se contó con una inversión inicial de 760 millones de pesos para la construcción del complejo comercial en el que a la vez se generaron un total de 1700 empleos, 700 de los cuales fueron de manera directa y 1,000 empleos más de forma indirecta.
El 19 de octubre de 2010 inició sus operaciones la tienda departamental Liverpool a través del corte de listón inaugural, el cual fue encabezado por el entonces gobernador del Estado de Zacatecas, Miguel Alonso Reyes, cuya tienda departamental se contó con una inversión de 264 millones de pesos y se generaron 200 empleos directos y 70 indirectos.
El 28 de agosto de 2011, el complejo comercial Galerías Zacatecas inicia su construcción, encabezada por el gobernador del Estado de Estado de Zacatecas, Miguel Alonso Reyes, quien sostuvo una reunión con los directivos del Grupo Liverpool para llevar a cabo la construcción, operación y administración del centro comercial Galerías Zacatecas, esto con el objetivo de detonar la economía de la capital y el estado de Zacatecas, cuya construcción del complejo comercial tuvo una duración de doce meses bajo una inversión total de 545 millones de pesos.
El complejo comercial Galerías Zacatecas fue inaugurado de manera oficial el 23 de agosto de 2012, cuyo corte de listón inaugural fue encabezado por el entonces gobernador de Zacatecas, Miguel Alonso Reyes, junto con el secretario de Desarrollo Económico, Eduardo López Muñoz; el director regional de Liverpool,  Alfredo del Mazo; el director de Liverpool Zacatecas, Rodrigo Sánchez Tagle; el director general de la cadena cinematoigráfica mexicana Cinépolis, Ramón Ramírez y el administrador general de Galerías Zacatecas, Gerardo Serrano, el cual se contó con una inversión final de 545 millones de pesos además de la generación de más de 1000 empleos directos e indirectos, en el que a partir del allí, el centro comercial iniciaría la inauguración de la primera etapa mediante aperturas de tiendas, restaurantes y servicios de forma gradual, entre ellas la apertura del complejo de salas de cine de la cadena mexicana Cinépolis, encabezada por el entonces gobernador de Zacatecas, Miguel Alonso Reyes a través del corte de listón inaugural del complejo cinematográfico de 12 salas de cine, así como las aperturas de tiendas como C&A, Game Planet, Aldo Conti, Men's Fashion, Shasa y la zapatería Capa de Ozono, los cuales fueron inaugurados el 23 de agosto de 2012 junto con la apertura del centro comercial.
El 23 de abril de 2015, Galerías Zacatecas inicia su proceso de ampliación con el inicio de operaciones de la tienda departamental Sears del Grupo Carso, cuya inauguración fue encabezada por el entonces gobernador de Zacatecas, Miguel Alonso Reyes en conjunto con el presidente del Consejo de Administración de Sears, Patrick Slim Domit, el cual se contó con una inversión superior a 245 millones de pesos además de generar 225 empleos directos y 900 indirectos. 
El 6 de mayo de 2017, Galerías Zacatecas inicia el primer evento cultural Vive Zacatecas Artesanal, encabezada por la subsecretaria de Desarrollo Artesanal, Rosy Campos Álvarez, junto con el secretario de Economía, Carlos Bárcena Pous; la gerente de Sears Zacatecas, Adriana Arias; el director de Liverpool Zacatecas, Armando Olvera y la administradora del centro comercial Mónica Ramírez, a través de la realización de talleres, pasarelas, exposiciones y espectáculos, a través de la presentación de 56 piezas elaboradas por artesanos provenientes de 16 municipios del Estado de Zacatecas.
El 14 de julio de 2024, el centro comercial Galerías Zacatecas registró un conato de incendio dentro del restaurante Pistones, el cual fueron evacuadas del establecimiento y del centro comercial alrededor de 15 personas que se encontraban dentro del negocio en ese momento, cuyo incendio fue controlado por el personal de Protección Civil Municipal de Zacatecas, encabezado por el coordinador operativo Luis Felipe Santos Quintanilla, quien señaló que el fuego se originó desde la freidora del establecimiento, junto con los paramédicos de la Cruz Roja Zacatecas, quienes brindaron atención médica a las 15 personas evacuadas que se encontraban dentro del establecimiento, provocando que el restaurante Pistones suspendiera operaciones de manera temporal.

## Características
Galerías Zacatecas consta de un centro comercial estilo fashion mall ubicado al poniente de la ciudad capital de Zacatecas en el desarrollo urbano Ciudad Argentum, el cual cuenta con un área de terreno total de 98,830 m², entre los cuales 55,675 m² son de área de construcción del complejo comercial.
Empresarial y comercialmente, el centro comercial está conformado con un total de 84 espacios comerciales en un área rentable de 20,916 m², de los cuales cuatro de ellos son de tiendas ancla conformadas por dos tiendas departamentales, una tienda de ropa juvenil y un complejo de 12 salas de cine. En tanto, los espacios restantes la conforman tiendas y boutiques de diversos giros (ropa, calzado, accesorios, artículos del hogar, cuidado personal, juguetería, videojuegos y telefonía celular, entre otros), así como restaurantes, puestos de comida y sitios de entretenimiento de índole local, estatal, nacional e internacional.
Administrativamente, el centro comercial actualmente es operado por la empresa mexicana El Puerto de Liverpool bajo su división inmobiliaria Galerías, la cual es propietaria de 28 centros comerciales en operación dentro del territorio mexicano, entre ellas Galerías Zacatecas.

## Acontecimientos
El 6 de mayo de 2017, Galerías Zacatecas inició el primer evento del programa social Vive Zacatecas Artesanal presentado por la Secretaría de Economía, cuyo evento fue encabezado por la subsecretaria de Desarrollo Artesanal, Rosy Campos Álvarez, junto con el secretario de Economía, Carlos Bárcena Pous; la gerente de Sears Zacatecas, Adriana Arias; el director de Liverpool Zacatecas, Armando Olvera y la administradora del centro comercial Mónica Ramírez, quienes llevaron a cabo el evento cultural a través de la realización de talleres, pasarelas, exposiciones y espectáculos, el cual se contó con la asistencia inicial de 56 piezas elaboradas por artesanos provenientes de 16 municipios del Estado de Zacatecas.
El 14 de julio de 2024, el restaurante Pistones suspendió sus operaciones de manera temporal debido a un incendio, el cual el centro comercial Galerías Zacatecas registró un conato de incendio que fueron evacuadas alrededor de 15 personas que se encontraban dentro del negocio en ese momento, cuyo incendio fue controlado por el personal de Protección Civil Municipal de Zacatecas, encabezado por el coordinador operativo Luis Felipe Santos Quintanilla, quien señaló que el fuego se originó desde la freidora del establecimiento, junto con los paramédicos de la Cruz Roja Zacatecas, quienes brindaron atención médica a las 15 personas que fueron evacuadas del restaurante